# بنبریج
بنبریج شهری در ایالت کانتی دان واقع در ایرلند شمالی است. قسمتی از این شهر از میان رود بان عبور می‌کند. بن بریج بیشتر به علت داشتن خیابان‌های غیر عادی‌اش معروف است. این شهر برجسته‌ترین شهر کانتی دان است.

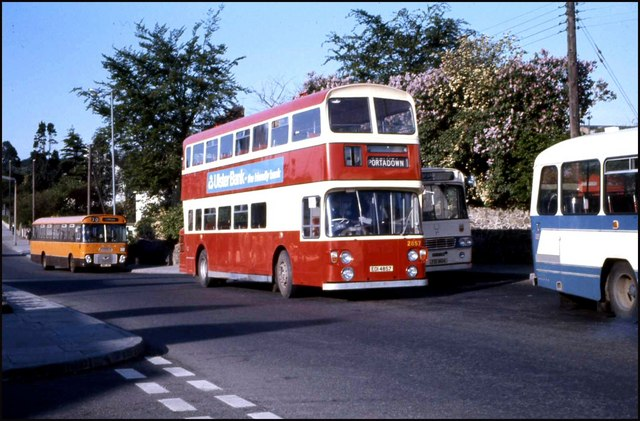
اتوبوسی دوطبقه در بن بریج